# طوقيات بوغية
الطوقيات البوغية أو الفطريات المقرنة أو ثُعْل  هي جنس من الفطريات يشمل بعضا من أكثر أنواع العفن شيوعا داخل البيوت وخارجها.

## روابط خارجية
- طوقيات بوغية  in MycoBank.
- طوقيات بوغية  في فهرس فونغوروم.

Asan A, Ozkale E, Kalyoncu F. Checklist of Cladosporium species reported from Turkey. Celal Bayar University Journal of Science. 12 (2): 221–229, 2016.
Link: http://dergipark.ulakbim.gov.tr/cbayarfbe/article/view/5000200540/5000172967 نسخة محفوظة 7 نوفمبر 2016 على موقع واي باك مشين.